# Embeddable Linux Kernel Subset
Embeddable Linux Kernel Subset (kurz ELKS), vormals Linux-8086, ist ein freier Betriebssystem-Kernel für Computer, die mit x86-kompatiblen 16-Bit-Prozessoren ab dem 8086/8088 ausgestattet sind. Es wird als freie Software unter der GNU General Public License (GPL) verbreitet. Als ein Fork von Linux stellt ELKS eine auf diese Bedingungen angepasste Untermenge dieses Unix-artigen Kernels dar. Das erklärte Ziel der Entwicklung ist Unix-V7-Funktionalität auf 16-Bit-Architekturen. Ein solcher Kernel kann in eingebetteten Systemen sowie zu Ausbildungs- und Lehrzwecken genutzt werden. ELKS läuft neben den 16-Bit-x86-Prozessoren (retronym auch oft „x86-16“) auch auf Psion-SIBO-Organizern.
Linus Torvalds hatte den Linux-Kernel ab 1991 für ein Unix-artiges Betriebssystem ursprünglich nur für seinen 386-PC entwickelt und ihn daher voll auf dessen 32-Bit-Protected-Mode aufgebaut. Doch bereits in den 1990er Jahren wurde der Kernel auf 64-Bit-Systeme wie den Alpha-Prozessor portiert. (Inzwischen läuft der Linux-Kernel nicht mehr auf einem 80386er; die Unterstützung wurde in Kernel-Version 3.8 entfernt.) Auf x86-kompatiblen 16-Bit-Prozessoren war Linux aber grundsätzlich nicht lauffähig, was zusätzliche praktische Gründe hat. Zum einen waren ältere Computer meist generell mit sehr wenig Arbeitsspeicher ausgerüstet. Als Linux 1991 erschien, lief es zwar auf Systemen mit 4 MiB RAM, mit einer grafischen Benutzeroberfläche wie X Window System ist jedoch bereits deutlich mehr Arbeitsspeicher nötig. Zum anderen ist die Speicherbegrenzung eine fundamentale Einschränkung der 16-Bit-x86-Architektur: im Real Mode ist, neben dem fehlenden Speicherschutz, nur 1 MiB direkt adressierbar, im 16-Bit-Protected-Mode des Intel 80286 (dem im Vergleich zum i386 die MMU fehlt) nicht mehr als 16 MiB.
Dennoch startete Alan Cox gemeinsam mit Chad Page 1995 Linux-8086. Ein Meilenstein war die TCP/IP-Implementierung in ELKS 0.1 2002. Die Entwicklung hatte jedoch selbst nach mehr als einem Jahrzehnt noch Alpha-Status und kam nur sehr langsam voran. Version 0.1.4 wurde am 19. Februar 2012 in Gedenken an den verstorbenen Riley Williams auf SourceForge veröffentlicht. Jody Bruchon siedelte das Projekt 2014 zu GitHub um, wo es auch aktiv weiterentwickelt werden sollte. Im März 2015 erschien Version 0.2.0. Seit 2018 (Version 0.2.1 erschien am 25. Juni 2018) steht ELKS auf GitHub sowohl im Quelltext zum selbst kompilieren als auch in Form von vorgefertigten Abbildern für verschiedene Diskettenformate und als 32-MiB-Festplatte zum Download bereit.